# Foča
Foča (in cirillico serbo Фоча) è una città e comune nell'est della Bosnia ed Erzegovina, nonché capoluogo dell'omonima regione, sotto la giurisdizione della Repubblica Serba con 19.811 abitanti al censimento 2013.
Rinominata durante la guerra Srbinje riprese il vecchio nome nel 2004 ed è ricordata nel resto della ex-Jugoslavia per il fatto che nel territorio della municipalità ebbe luogo la Battaglia della Sutjeska.
Sorge alla confluenza dei fiumi Drina e Ćehotina.
Il suo centro storico, che era tra quelli che avevano meglio conservato la tipica impronta ottomana, è stato quasi del tutto distrutto nel 1992 durante la guerra, così come tutte le 12 moschee superstiti della città (5 erano già state distrutte durante la seconda guerra mondiale). Alcune di esse erano considerate di grande valore storico e artistico. Tra i monumenti sopravvissuti si annoverano la Sahat kula (Torre dell'orologio) e il caravanserraglio ottomani. Il 4 maggio 2019 la più celebre delle moschee distrutte, la moschea Aladža, è stata riaperta dopo quasi cinque anni di lavori di ricostruzione.

## Popolazione
L'ultimo censimento ufficiale del 1991 mostrava i seguenti dati:
Comune di Foča - totale: 40.513
- Bosgnacchi - 20.898 (51,58%)
- Serbi - 18.339 (45,27%)
- Iugoslavi - 448 (1,10%)
- Croati - 104 (0,25%)
- Altri - 724 (1,81%)

Città di Foča - totale: 14.335
- Serbi - 7.901 (55,11%)
- Bosgnacchi - 5.526 (38,54%)
- Iugoslavi - 312 (2,17%)
- Croati - 74 (0,51%)
- Altri - 522 (3,64%)